# Ulrich Klinkert
Ulrich Klinkert (* 23. Mai 1955 in Wittichenau) ist ein deutscher Bergbauingenieur und ehemaliger Politiker (CDU). Er gehörte im Jahr 1990 der einzigen frei gewählten Volkskammer der DDR an, war von 1990 bis 2002 Mitglied des Deutschen Bundestages und von 1994 bis 1998 Parlamentarischer Staatssekretär beim Bundesminister für Umwelt, Naturschutz und Reaktorsicherheit.

## Leben und Beruf
Nach dem Abitur 1973 leistete Klinkert zunächst seinen Wehrdienst ab und absolvierte anschließend ab 1976 ein Studium an der Bergakademie Freiberg, welches er 1981 als Diplom-Ingenieur beendete. Danach war er bis 1990 im Braunkohlenbergbau in der Lausitz tätig.
Ab 2003 leitete er in Cottbus die Abteilung „Umweltschutz/Genehmigungen“ beim Energiekonzern Vattenfall Europe Mining & Generation. Am 1. Dezember 2005 übernahm Klinkert bei der Vattenfall-Holding in Berlin die Leitung der Abteilung „Public Affairs“.
Ulrich Klinkert ist verheiratet und hat zwei Kinder.

## Partei
Seit 1985 ist Klinkert Mitglied der CDU.

## Abgeordneter
Vom 5. April bis zum 2. Oktober 1990 gehörte Klinkert der ersten frei gewählten Volkskammer der DDR an. Sein Mandat errang er im Bezirk Cottbus auf Platz 4 der CDU-Bezirksliste.
Am 3. Oktober 1990 wurde er Mitglied des Deutschen Bundestages, dem er bis zum 17. Oktober 2002 angehörte. Hier war er von 1990 bis 1994 Vorsitzender der Arbeitsgruppe „Umwelt, Naturschutz und Reaktorsicherheit“ der CDU/CSU-Bundestagsfraktion. Bei den Bundestagswahlen 1990, 1994 und 1998 errang Klinkert jeweils das Direktmandat im Wahlkreis Hoyerswerda – Kamenz – Weißwasser.

## Öffentliche Ämter
Am 4. Februar 1994 wurde Klinkert zum Parlamentarischen Staatssekretär beim Bundesminister für Umwelt, Naturschutz und Reaktorsicherheit Klaus Töpfer ernannt; er behielt dieses Amt auch unter Töpfers Nachfolgerin Angela Merkel. Seine Amtszeit endete mit dem Beginn der 14. Wahlperiode des Deutschen Bundestages am 26. Oktober 1998.